# Бертен, Николя
Николя Бертен (фр. Nicolas Bertin; 26 июля 1752, Амбриеф — 1 мая 1816, Ла-Ферте-Милон) — французский военный деятель, бригадный генерал (1793), участник французских революционных и наполеоновских войн.